# 870 Manto
870 Manto је астероид главног астероидног појаса са средњом удаљеношћу од Сунца која износи 2,321 астрономских јединица (АЈ). 
Апсолутна магнитуда астероида је 13,1 а геометријски албедо 0,056.